# Albergaria-a-Velha
Pour les articles homonymes, voir Albergaria.

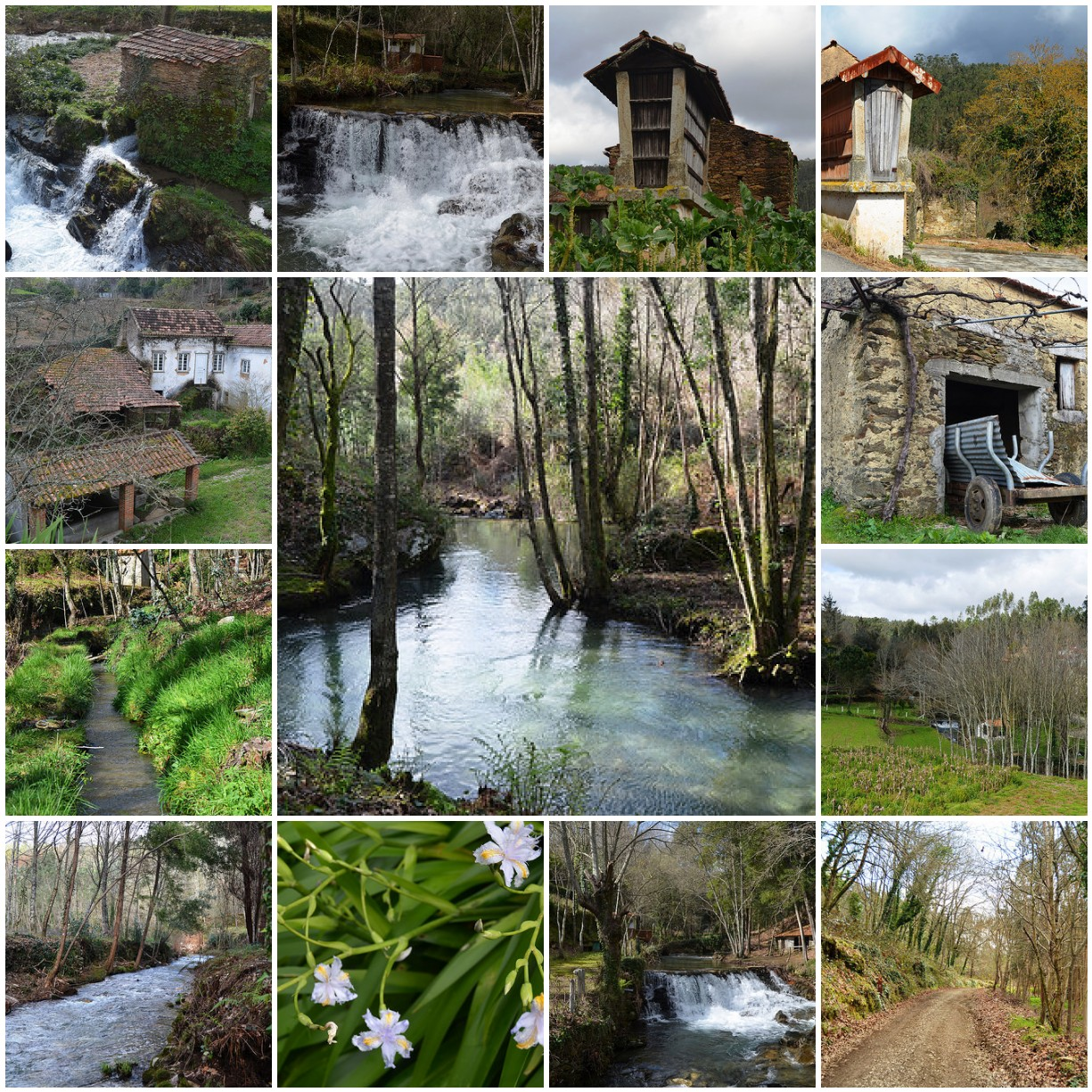

Albergaria-a-Velha est une municipalité (en portugais : concelho ou município) du Portugal, située dans le district d'Aveiro et la région Centre.

## Géographie
Albergaria-a-Velha est limitrophe :
- au nord, d'Estarreja et d'Oliveira de Azeméis,
- à l'est, de Sever do Vouga,
- au sud-est, d'Águeda,
- au sud-ouest, d'Aveiro,
- au nord-ouest, au-delà de la ria d'Aveiro, de Murtosa.

## Démographie
| 1849  | 1900   | 1930   | 1960   | 1981   | 1991   | 2001   | 2004   | 2011   |
| ----- | ------ | ------ | ------ | ------ | ------ | ------ | ------ | ------ |
| 4 717 | 13 526 | 15 293 | 18 446 | 21 326 | 21 995 | 24 638 | 25 497 | 25 252 |

| 2021   | - | - | - | - | - | - | - | - |
| ------ | - | - | - | - | - | - | - | - |
| 24 840 | - | - | - | - | - | - | - | - |

## Subdivisions
Depuis la loi no 11-A/2013 du 28 janvier 2013, portant réorganisation administrative du territoire des freguesias, la municipalité d'Albergaria-a-Velha regroupe 6 paroisses (freguesia, en portugais) contre 8 auparavant :
- Albergaria-a-Velha e Valmaior (fusion d'Albergaria-a-Velha et Valmaior)
- Alquerubim
- Angeja
- Branca
- Ribeira de Fráguas
- São João de Loure e Frossos (fusion de São João de Loure et Frossos)

## Personnalités nées à Albergaria-a-Velha
- Silvino Vidal, écrivain luso-brésilien